# 1998 Голяма награда на Япония
1998 Голяма награда на Япония е 14-о за Голямата награда на Япония и шестнадесети последен кръг от сезон 1998 във Формула 1, провежда се на 1 ноември 1998 година на пистата Судзука в Судзука, Япония.
С тази се победа Мика Хакинен стана световеш шампион, след като неговия съперник Михаел Шумахер отпадна поради проблем с гумата. Това състезание маркира и последно за Гудиър, Тирел(който от следващата година ще се казва БАР), Рикардо Росет, Шинджи Накано и Естебан Туеро.

## Репортаж
С пет седмици между ГП на Люксембург и ГП на Япония, Макларън и Ферари прекараха повечето време тествайки болидите си и играейки психологически игри за подготовката за решителното състезание. По време на квалификацията Михаел Шумахер успя да подобри времето на Мика Хакинен с почти десета от секундата. Това е невероятно постижение за германеца, тъй като съотборника му Еди Ървайн е на две секунди от времето на Шумахер. Еди не успя да обясни как това се случило след като нямал никакви проблеми по неговия болид. От ФИА потвърдиха че колата на Шумахер е легална така че никакви санкции от страна на Михаел. Дейвид Култард остана на трета позиция на секунда по-бавен от Хакинен. Зад двата най-добри отбора, пилотите на Уилямс, Хайнц-Харалд Френтцен и Жак Вилньов са на 5-а и 6-а позиция, пилотите на Джордан, Деймън Хил и Ралф Шумахер 7-и и 8-и и пилотите на Бенетон, Александер Вурц и Джанкарло Фисикела 9-и и 10-и.
Първият старт е прекратен поради болида на Прост пилотиран от Ярно Трули, чиито двигател изгасна докато всички изчакаха светлините на изгаснат. На втория опит за старт Шумахер също изгаснал двигателя си и трябваше да стартира на края на колоната. Този път Хакинен е вече на „първа“ позиция, като между него и Шумахер са още 20 коли. При третия опит за старт Хакинен стартира чудесно пред Ървайн, Френтцен и бавно стартиралия Култард. Шумахер успя да се добере до 12-а позиция в ранния етап на състезанието и продължи със своето представяне, изпреварвайки своя брат Ралф Шумахер(чието състезание завърши с повреда в двигателя), преди да бъде заклещен от битката за седмата позиция между Вилньов и Хил. При това положение той загуби около половин минута, като с това и донякъде шансовете за победа и за световната титла. Скоро пилотите от челото започнаха да спират в бокса, като това е добра новина за Шумахер след като направи бързи обиколки междувременно. Той излезе за момент на трета позиция. На 28-а обиколка Ървайн също спря в бокса но за втори път като той е на 3 стопа. За момент всичко изглеждаше че Шумахер все пак запазва интригата за титлата, преди задна дясна гума на Шумахер да се спука поради инцидента между Тирел-а на Тораносуке Такаги и Минарди-то на Естебан Туеро. Хакинен вече усеща че титлата е негова след отпадането на съперника за титлата. Финландеца спря още един път като запази преднината си пред Ървайн и третия Култард. Хакинен без никакви проблеми спечели това състезание като с това и първата световна титла ставайки втория финландец след Кеке Розберг(през 1982) да печели титлата при пилотите. Ървайн и Култард допълниха подиума, а Деймън Хил направи решително изпреварване срещу Френтцен на последния завой точно преди финала за 4-та позиция. Жак Вилньов остана 6-и с Жан Алези и Фисикела 7-и и 8-и. Спорех Шумахер причината за отпадането не е отломки от болидите на Такаги и Туеро, а всъщност гумата изведнъж експлодира.

## Класиране
| Поз | No | Пилот                | Конструктор         | Оби. | Време/Отпадане | Място | Точки |
| --- | -- | -------------------- | ------------------- | ---- | -------------- | ----- | ----- |
| 1   | 8  | Мика Хакинен         | Макларън-Мерцедес   | 51   | 1:27:22.535    | 2     | 10    |
| 2   | 4  | Еди Ървайн           | Ферари              | 51   | +6.491         | 4     | 6     |
| 3   | 7  | Дейвид Култард       | Макларън-Мерцедес   | 51   | +27.662        | 3     | 4     |
| 4   | 9  | Деймън Хил           | Джордан-Муген-Хонда | 51   | +1:13.491      | 8     | 3     |
| 5   | 2  | Хайнц-Харалд Френцен | Уилямс-Мекахром     | 51   | +1:13.857      | 5     | 2     |
| 6   | 1  | Жак Вилньов          | Уилямс-Мекахром     | 51   | +1:15.867      | 6     | 1     |
| 7   | 14 | Жан Алези            | Заубер-Петронас     | 51   | +1:36.053      | 12    |       |
| 8   | 5  | Джанкарло Фисикела   | Бенетон-Плейлайф    | 51   | +1:41.302      | 10    |       |
| 9   | 6  | Александър Вурц      | Бенетон-Плейлайф    | 50   | +1 Об.         | 9     |       |
| 10  | 15 | Джони Хърбърт        | Заубер-Петронас     | 50   | +1 Об.         | 11    |       |
| 11  | 11 | Оливие Панис         | Прост-Пежо          | 50   | +1 Об.         | 13    |       |
| 12  | 12 | Ярно Трули           | Прост-Пежо          | 48   | Двигател       | 14    |       |
| Отп | 22 | Шинджи Накано        | Минарди-Форд        | 40   | Газ            | 20    |       |
| Отп | 3  | Михаел Шумахер       | Ферари              | 31   | Гума           | 1     |       |
| Отп | 21 | Тораносуке Такаги    | Тирел-Форд          | 28   | Сблъсък        | 17    |       |
| Отп | 23 | Естебан Туеро        | Минарди-Форд        | 28   | Сблъсък        | 21    |       |
| Отп | 18 | Рубенс Барикело      | Стюарт-Форд         | 25   | Хидравлика     | 16    |       |
| Отп | 19 | Йос Верстапен        | Стюарт-Форд         | 21   | Ск. кутия      | 19    |       |
| Отп | 17 | Мика Сало            | Ероуз               | 14   | Хидравлика     | 15    |       |
| Отп | 10 | Ралф Шумахер         | Джордан-Муген-Хонда | 13   | Двигател       | 7     |       |
| Отп | 16 | Педро Диниз          | Ероуз               | 2    | Завъртане      | 18    |       |
| НКв | 20 | Рикардо Росет        | Тирел-Форд          |      |                |       |       |

## Класиране след състезанието
| Поз | Пилот                | Точки |
| --- | -------------------- | ----- |
| 1   | Мика Хакинен         | 100   |
| 2   | Михаел Шумахер       | 86    |
| 3   | Дейвид Култард       | 56    |
| 4   | Еди Ървайн           | 47    |
| 5   | Жак Вилньов          | 21    |
| 6   | Деймън Хил           | 20    |
| 7   | Хайнц-Харалд Френцен | 17    |
| 8   | Александер Вурц      | 17    |
| 9   | Джанкарло Фисикела   | 16    |
| 10  | Ралф Шумахер         | 14    |

| Поз | Конструктор         | Точки |
| --- | ------------------- | ----- |
| 1   | Макларън-Мерцедес   | 156   |
| 2   | Ферари              | 133   |
| 3   | Уилямс-Мекахром     | 38    |
| 4   | Джордан-Муген-Хонда | 34    |
| 5   | Бенетон-Плейлайф    | 33    |
| 6   | Заубер-Петронас     | 10    |
| 7   | Ероуз               | 6     |
| 8   | Стюарт-Форд         | 5     |
| 9   | Прост-Пежо          | 1     |